# Chinagrünfink

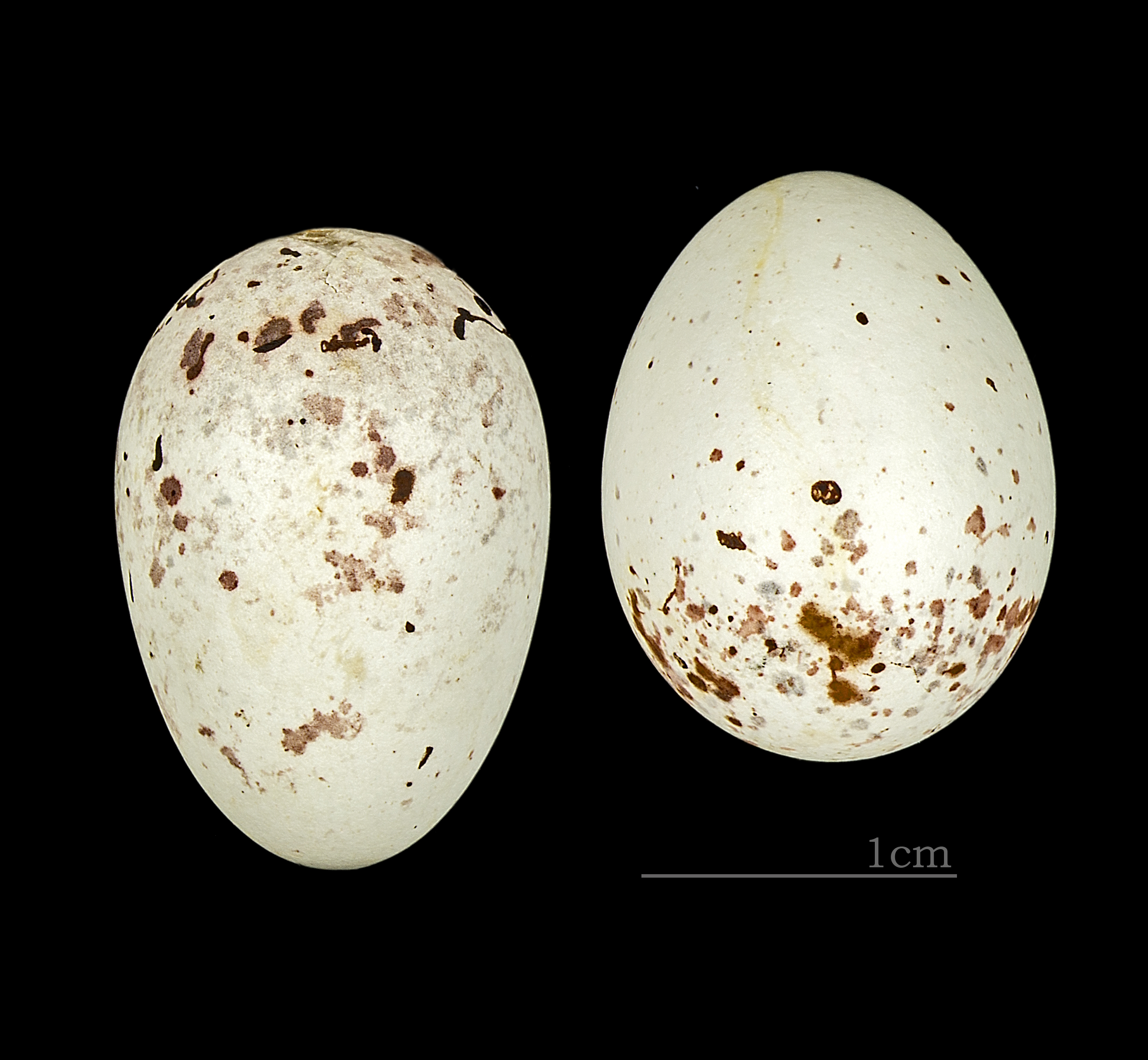
Eier des Chinagrünling

Der Chinagrünfink (Chloris sinica, Syn.: Carduelis sinica), auch Chinagrünling, ist eine Art aus der Unterfamilie der Stieglitzartigen. Die Art kommt ausschließlich in Asien vor. Er gehört zu den Finkenvögeln, die gelegentlich als Ziervogel gepflegt werden. 

## Erscheinungsbild
Der Chinagrünfink erreicht eine Körperlänge von 14 Zentimetern. In seinem Erscheinungsbild erinnert er an den in Mitteleuropa verbreiteten Grünfink. Allerdings ist diese Art am Rücken, den Flügeldecken sowie der Brust und den Flanken braun. Der Kopf ist grau. Die Stirn und die Wangen sind gelblich grün. Der Bürzel ist gelbgrün. Die Schwingen weisen eine breite gelbe Binde auf und haben weiße Endsäume. Ein Geschlechtsdimorphismus ist vorhanden. Die Weibchen sind insgesamt etwas matter gefärbt, haben einen braunen Kopf und Bürzel und sind an der Unterseite sandfarben. Die Unterschwanzdecken sind bei ihnen weißlich.
Der Gesang und die Rufe erinnern sowohl an den Himalayagrünfinken als auch den in Mitteleuropa heimischen Grünfinken. 

## Verbreitung und Lebensweise
Das Verbreitungsgebiet des Chinagrünfinken reicht vom Südosten Sibiriens, Kamtschatka, den Kurilen, Sachalin, über die Volksrepublik China bis nach Japan und Korea. Der Chinagrünfink bewohnt Waldränder, Feldraine, Ufer und lichte Wälder und kommt auch in Parkanlagen und Gärten vor. Die im nördlichen Verbreitungsgebiet vorkommenden Chinagrünfinken sind Zugvögel. Die im südlicheren Teil des Verbreitungsgebietes sind Strichvögel, die sich außerhalb der Fortpflanzungszeit zu größeren Schwärmen zusammenfinden. Sie sind dann häufig auch mit anderen Singvogelarten vergesellschaftet. Die Lebensweise ähnelt dem des europäischen Grünfinken und dem Himalayagrünfinken. 

## Systematik
Die Grünfinken wurden lange Zeit in die Gattung Carduelis eingeordnet. Aufgrund phylogenetischer Untersuchungen aus dem Jahr 2012 wurde dieses Taxon allerdings in eine größere Anzahl von Gattungen aufgegliedert. Seither werden der Grünfink und die mit ihm nahe verwandten Grünling-Arten in der Gattung Chloris geführt.
Die nah verwandten Arten der Gattung Chloris sind:
- der Schwarzkopf-Grünfink (Chloris ambigua)
- der Europäische Grünfink (Chloris chloris)
- der Vietnamesische Grünfink (Chloris monguilloti)
- der Himalayagrünfink (Chloris spinoides)

## Belege